# Sept colts pour Schmoll
Albums de Eddy Mitchell
De Londres à Memphis
(1967) Mitchellville
(1969)
Sept colts pour Schmoll est le neuvième album studio d'Eddy Mitchell sorti en septembre 1968.

## Histoire
Cet album est le 9e d'Eddy Mitchell, mais seulement le second enregistré en France (après Voici Eddy…). Et, à l'inverse du précédent, il est entièrement constitué de reprises ou d'adaptations en français de chanson étrangères. Aucun de ces titres ne paraît en 45 tours.
7 colts pour Schmoll est donc enregistré dans le studio Davout à Paris, peu après les événements de mai 68, avec les musiciens qui accompagnent habituellement Eddy Mitchell sur scène, appelés « Les Soul Brass ». Musicalement, l'album lorgne du côté de la soul de Memphis.
La pochette du disque est dessinée par Jean Giraud dans le style de Blueberry. Elle est ouvrante et propose une BD où Eddy Mitchell est le héros d'un western (comique), qui le voit se venger du premier qui le surnomma « Schmoll ». Parmi les personnages apparaissent Sylvie Vartan et Johnny Hallyday,.
Pour ajouter à l'atmosphère, des petites scènes western , comme des clins d'oeil humoristiques, sont jouées (ou récitées) entre chaque chanson. Les voici : 
- « J’aimerais mieux être pendu que de retourner dans l’ouest »
- « Dis, Etranger, connais-tu la fille du sherif ? Si je la connais dis »
- « Ouaih, un bon indien est un indien mort l’ami, sûr »
- « Vous faites le fier à bras, mais moi qui vous parle, j’étais avec Cluster à Little Big Horn, ouaih »
- « Mmm, l’endroit est trop calme Blueberry. Sûr que le mescaleros nous réservent un piège »
- « Oui, avec ce nouveau fusil Springlied, vous chargez le dimanche et vous tirerez toute la semaine »
- « Il est sorti du saloon de la betterave maudite, les pieds devant, nu couvert de goudron comme un gros tricheur qu’il est »
- « A la fauchonne conediou, lavabo mouloudji mouko »
- « Tiens mais j’ai une flèche dans le dos, les indiens ont du quitter leur réserve ».

## Liste des titres
| 1.  | Be bop a lula 1968 (Be-Bop-A-Lula - instrumental, présentation)       | Gisèle Vesta, Claude Moine                | Gene Vincent, Sheriff Tex Davis           | 2:21 |
| 2.  | Sunny (version française de Sunny)                                    | Jacques Plante (adaptation)               | Bobby Hebb                                | 3:12 |
| 3.  | Quelqu'un a dû changer la serrure de ma porte (But It's Alright (en)) | Claude Moine (adaptation)                 | J. J. Jackson (en), Pierre Tubbs (en)     | 2:31 |
| 4.  | Elle me voit beau (She's Looking Good)                                | Claude Moine (adaptation)                 | Rodger Collins (en)                       | 2:43 |
| 5.  | Bye Bye Love (version anglaise)                                       | Felice Bryant, Diadorius Boudleaux Bryant | Felice Bryant, Diadorius Boudleaux Bryant | 2:19 |
| 6.  | Ordonne mais pardonne (Hold On, I'm Comin')                           | Claude Moine (adaptation)                 | Isaac Hayes, David Porter                 | 2:46 |
| 7.  | 13 filles (Thirteen Women)                                            | Claude Moine (adaptation)                 | Dickie Thompson (en)                      | 3:03 |
| 8.  | Le Fou sur la colline (The Fool on the Hill)                          | Claude Moine (adaptation)                 | John Lennon, Paul McCartney               | 3:03 |
| 9.  | Quitte à tout perdre (Get It Together (en))                           | Claude Moine (adaptation)                 | James Brown, Bud Hobgood, Alfred Ellis    | 3:50 |
| 10. | Only You (Only You (And You Alone))                                   | Claude Moine (adaptation)                 | Buck Ram, Ande Rand                       | 2:03 |
| 11. | Tighten Up (instrumental, présentation du groupe)                     |                                           | Archie Bell, Billy Buttier                | 4:03 |

### Titres bonus (réédition CD)
Ces titres sont parus en super 45 tours à l'époque,,.
| No  | Titre                      | Paroles      | Musique               | Durée |
| --- | -------------------------- | ------------ | --------------------- | ----- |
| 12. | Je n'aime que toi          | Claude Moine | Pierre Papadiamandis  | 2:43  |
| 13. | Un homme dans la foule     | Claude Moine | Jean-Pierre Bourtayre | 2:54  |
| 14. | J'ai semé le vent          | Claude Moine | Pierre Papadiamandis  | 3:44  |
| 15. | Carla                      | Claude Moine | Pierre Papadiamandis  | 2:29  |
| 16. | Il suffit d'une fille      | Claude Moine | Pierre Papadiamandis  | 2:55  |
| 17. | Où étais-tu ?              | Claude Moine | Pierre Papadiamandis  | 2:36  |
| 18. | Ma première cigarette      | Claude Moine | Pierre Papadiamandis  | 3:13  |
| 19. | Par qui le scandale arrive | Claude Moine | Pierre Papadiamandis  | 2:43  |

## Crédits

### Musiciens
Orchestre d'Eddy Mitchell « Les Soul Brass » :
- Marc Bertaux : basse
- Gilbert Bastelica : batterie
- Dean Noton : guitare
- Pierre Papadiamandis : orgue
- Michel Gaucher : saxophone
- Jeff Seffer : saxophone
- Louis Toesca : trompette

### Equipe technique
- Production : Jean Fernandez, Jean-Pierre Bourtayre
- Prise de son : Bernard Estardy
- Pochette : Jean Giraud